# بیلویچه
بیلویچه (به لهستانی:  Bielewicze) یک روستا در لهستان است که در گمینا گرودک واقع شده‌است.